# I когорта апамейцев
I конная стрелковая когорта апамейцев (лат. Cohors I Apamenorum sagittariorum equitata) — вспомогательное подразделение армии Древнего Рима, относящееся к типу Cohors quingenaria equitata.
По всей видимости, когорта была набрана из жителей сирийского города Апамея. Вероятно, подразделение находилось в провинции Каппадокия с начала 80-х годов I века. Впервые когорта упоминается в военном дипломе, датированном 99 годом. Диплом перечисляет когорту в составе войск, дислоцированных в Каппадокии. Очевидно, она не участвовала в кампании Арриана против аланов в 135 году, так как он не упоминает её в своем труде про это событие.
До 144 года когорта была переброшена в Египет. Первое упоминание её в этой провинции содержится в военном дипломе от 157/161 года. Ряд дипломов периода 179—206 годов свидетельствуют о том, что когорта находилась в Египте. Последний раз она упоминается в Notitia Dignitatum. На тот момент когорта дислоцировалась в Силили и входила в армию под руководством дукса Фиваиды. В разные периоды времени подразделение могло находиться в египетских городах Никополь и Филадельфия.